# Schilling (sächsische Familie)

Historisches Wappen der Familie Schilling aus Rochlitz

Die Schilling sind ein altes meißnisches Geschlecht, die besonders im mittelsächsischen Raum weitverzweigt waren. Seit dem 14. Jahrhundert stellte die Familie eine Reihe von Landes- und Kommunalbeamten, Gelehrte, Künstler, katholische und evangelische Geistliche, sowie einen Seligen.

## Herkunft und Wappen
Laut der Familientradition entstammt die Familie einem Ministerialengeschlecht aus dem Mittel- oder Niederrheinischen, die im Zuge der Ostkolonisation im Raum um Landsberg (Saalekreis) sich ansiedelte. Ein gemeinsames Stammwappen ist nicht bekannt. Ursprünglich scheint die Familie jedoch den meißnischen Löwen geführt zu haben, denn dieses Wappenbild ist bis in das 17. Jahrhundert in den Linien Freiberg, Rochlitz und Schneeberg belegt. Während der Kammermeister Gregor Schilling schließlich ein anderes Wappen um 1580 annahm, das ein alchemistisches Symbol zeigte, führte die adlige Linie in Löberitz und Kleckewitz bereits seit dem 15. Jahrhundert ein eigenständiges Wappen. Die Nachfahren der Schneeberger Linie nahmen schließlich nach 1700 eigenmächtig das Wappen der erloschenen schlesischen Familie Schilling an.

## Geschichte bis 1400

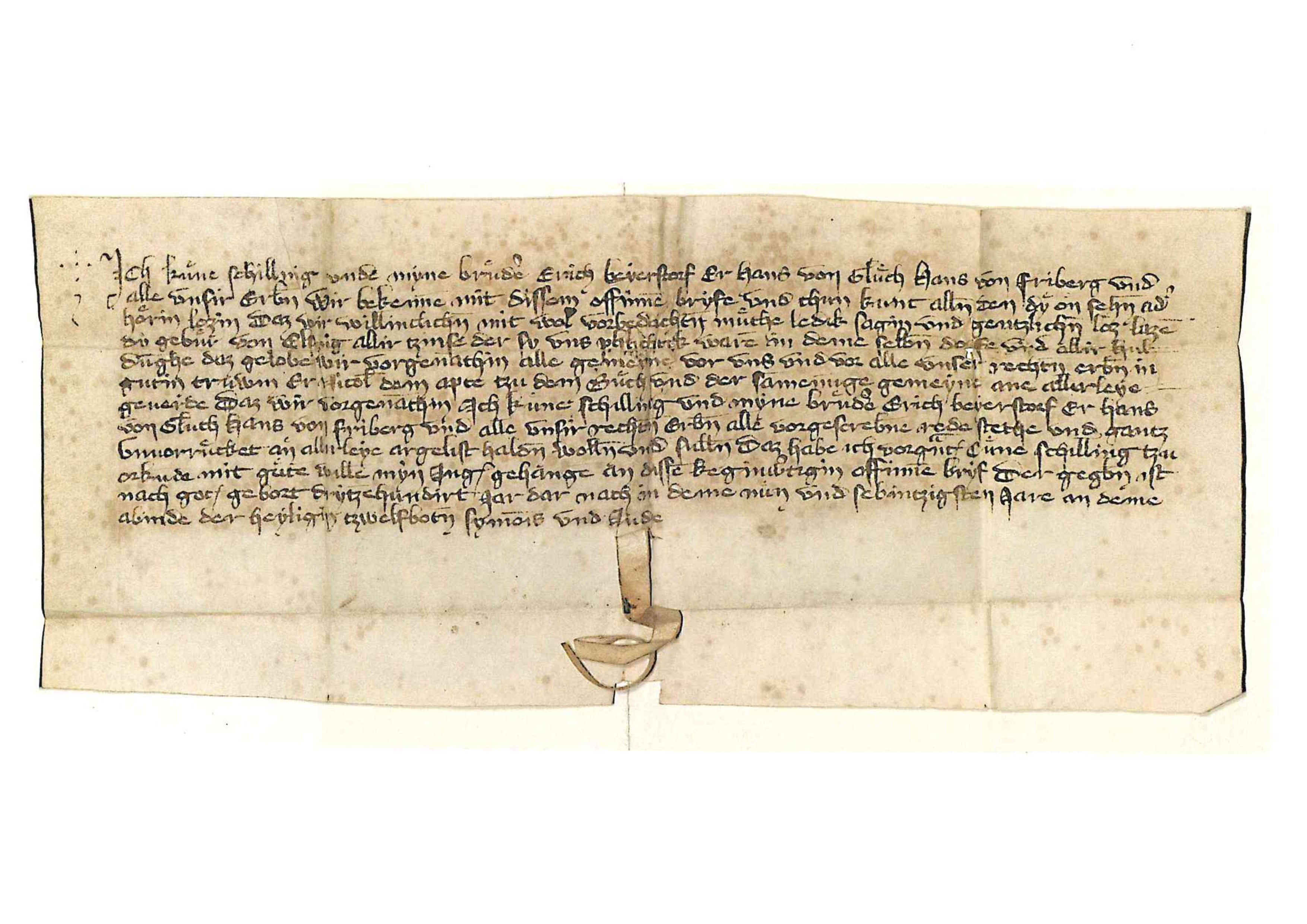
Kuno Schilling, seine Brüder und weitere verzichten auf ihre Rechte im Dorf Elsnig zugunsten des Klosters Buch, 1380

Als meißnischer Vasall erscheint zuerst ein Teodoricus Schilling als Ritter im Jahr 1285, kurz darauf ein Fridericus Schillinc 1288. In den nachfolgenden einhundert Jahren erscheinen einzelne Vertreter der Schilling teils auch als Dienstmannen auf der bischöflichen Burg Giebichenstein. Die genaue Familiengeschichte bleibt indes dunkel, bis schließlich im Jahr 1380 die Brüder Kuno, Thilo, Martin und Erhard ihre Zinsen, die sie aus dem Dorf Elsnig erhielten, dem Kloster Buch abtraten. Sie standen dabei in einem Abhängigkeitsverhältnis mit den Marschall von Bieberstein, die ihrerseits bereits zum Stadtpatriziat der Stadt Freiberg gehörten. Neben den Schilling hatte auch die ebenfalls aus Freiberg gebürtige Familie von Freiberg Anteile an Elsnig. Diese Verbindungen sind insofern interessant, da auch ein Zweig der Schilling, mutmaßlich die Nachfahren Kunos, ihren Lebensmittelpunkt in den mittelsächsischen Raum verlegten, mit zwei Linien in Freiberg und Rochlitz. Eine andere Linie blieb hingegen im nördlichen Gebiet um Zörbig ansässig und entwickelte sich eigenständig zu einer Landadelsfamilie, die zuletzt im Fürstentum Anhalt-Dessau Güter besaß und nach 1750 erloschen ist.

## Geschichte ab 1400

### Ältere Linie Rochlitz

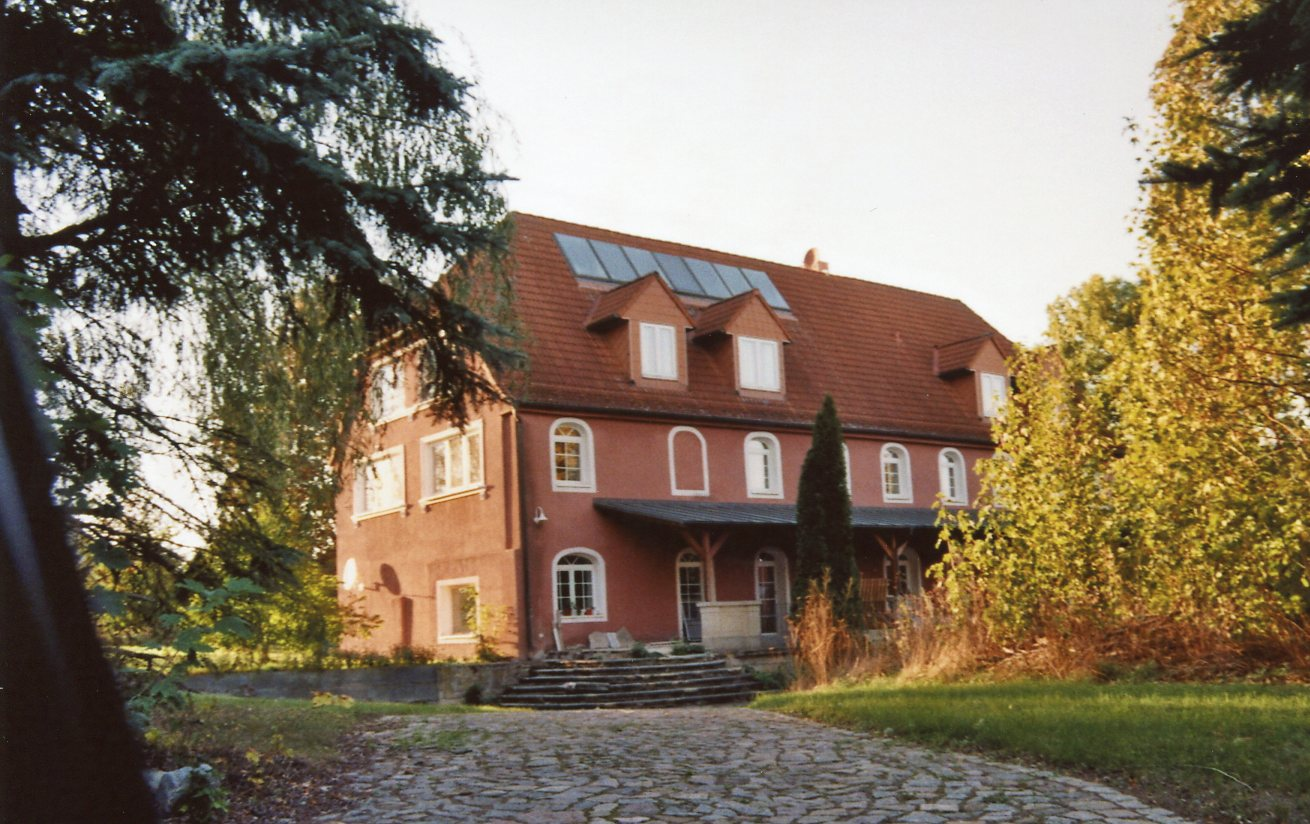
Gebäude des Rittergutes Kleinopitz, im 16. Jahrhundert im Besitz der Familie

Mit dem Aufstieg des Schlosses Rochlitz zu einer Hauptresidenz der Wettiner siedelten sich die Nachfahren von Kuno in diesem Umfeld an. Erster bekannter Vertreter in der Region war Simon Schilling, der eine wohltätige Stiftung zur Armenfürsorge 1457 testierte. Diese bestand noch im 19. Jahrhundert. Besonders eng ist die Geschichte des Geschlechts jedoch mit den Rochlitzer Saupengütern verbunden. Mindestens von 1470 an gehörten die Schilling ununterbrochen für 200 Jahre zu den Saupenfamilien, deren Höfe mit besonderen Rechten und Amtstätigkeiten aus den Dorfgemeinschaften herausgelöst waren. Hier trat besonders der Saupe Caspar Schilling aus Stöbnig hervor, jener war nach 1515 Landrichter des Amtes Rochlitz. Neben den Schilling saßen auch die Nebildow auf diesen Gütern, die wie diese vermutlich aus dem niederen Ritterstand stammten. Das ist durchaus bemerkenswert, so war der Priester Johannes Schilling 1422 Scholar in Zeitz zu jener Zeit, als Nikolaus Nebildow dort Stiftsherr war. Jener war wiederum verwandt mit dem Naumburger Domherren Georg, der als Kanzler Friedrich des Sanftmütigen tätig wurde. Auch in Freiberg siedelten sich beide Familien an. Johannes selbst wurde schließlich Vikar im Stift Naumburg. Mit ihm beginnt die Tradition der akademischen Bildung und des geistlichen Standes, die sich besonders in einem Rochlitzer Zweig während des ganzen 16. Jahrhunderts hindurch hielt und von einem nach Pegau ausgewanderten Ast bis in das 19. Jahrhundert hinein weitergeführt wurde. Diesem wichtigen Zweig der Familie entstammt dann auch der bedeutsamste Vertreter der Familie, der 1968 selig gesprochene Ordenspriester und Maler Karl Maria Schilling.

### Jüngere Linie Freiberg

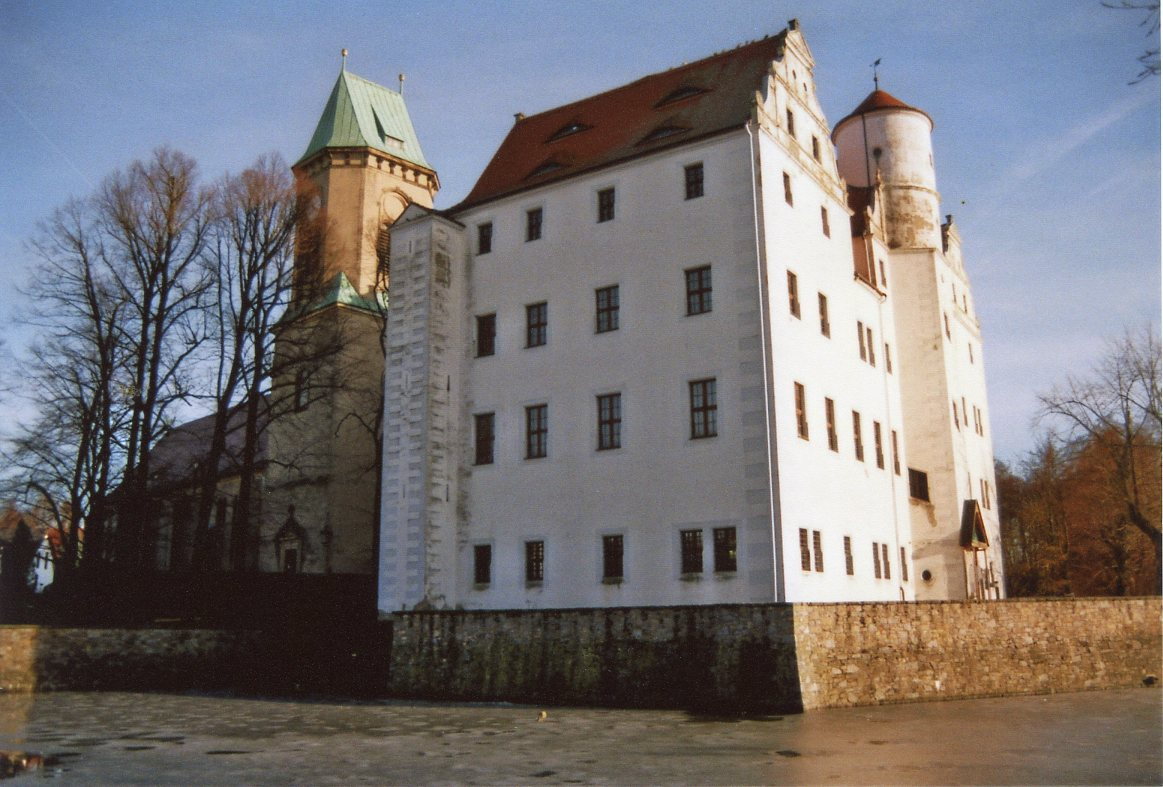
Schloss Schönfeld bei Dresden, um 1600 im Besitz der Familie

In Freiberg erwarben die Schilling mit Peter im Jahr 1422 das Bürgerrecht. Sie gehörten zu den Ratsgeschlechtern ab 1452. Darüber hinaus waren sie überwiegend in der Fleischerzunft tätig und standen dieser im Rat bereits ab 1433 regelmäßig vor. Im Jahr 1564 erwarben die Brüder Martin und Antonius das Rittergut Kleinopitz durch Belehnung und bezeichneten sich fortan als „von Schilling“. Nach deren kinderlosen Tod im Jahr 1580, bzw. 1586 fiel dieses Gut, zu dem auch die Dörfer Niederhermsdorf und Halsbach gehörten, zurück an den Kurfürsten, der es anderweitig vergab. Als Erbe beanspruchte jedoch der Freiberger Fleischer Gregor Schilling der Ältere das Rittergut, wurde jedoch abgewiesen. Im Jahr zuvor hatte dessen Sohn, Gregor Schilling der Jüngere, erst das Rittergut Schönfeld bei Dresden, sowie ein Geldlehn erhalten, was bei der Entscheidung des Lehnhofes vermutlich eine Rolle gespielt hat. Gregor der Jüngere war bis 1585/1586 kurfürstlicher Kammermeister im Dienst von Kurfürst August, anschließend bis zu seinem Tod kurz darauf Oberhüttenmeister in Freiberg. Seine Erben verkauften schließlich Gut und Schloss Schönfeld und investierten weiter in den Bergbau. Nach dem ersten Viertel des 17. Jahrhunderts tritt diese Linie nicht mehr weiter hervor und ist vermutlich erloschen.

### Linie Schneeberg/Frankfurt (Oder)

Zugang zur Schillingischen Gruft in der Kirche Meißen-Zscheila. Darüber eine von Heinar Schilling ca. 1943 gestiftete Gedenkplatte.

Stammvater der später zu Schneeberg und Frankfurt (Oder) ansässigen Linien war Matthes Schilling, der Bürger zu Eisleben war und dessen Nachfahren sich überwiegend als Kaufleute und Bergbauunternehmer betätigten. Zu besonderem Wohlstand gelangte dabei der in Frankfurt geborene Dr. Jacob Friedrich Schilling (1660 – 1742), der in Dresden als Oberrechnungs- und Oberkonsistorialrat wirkte. Er erwarb neben seinem Stadthaus in der Dresdener Moritzgasse auch eine Reihe von Rittergütern, insbesondere das Rittergut Proschwitz bei Meißen, später dann das Rittergut Zscheila und eine Reihe weitere Güter, teils aus dem Erbe seiner Frau. Während er Proschwitz beizeiten wieder verkaufte, blieb Zscheila für längere Zeit der Mittelpunkt der Familie, in deren Kirche sich die Gruft der Familie erhalten hat. Zu den Nachfahren dieses sächsischen Beamten gehören in direkter Abkunft der Schriftsteller Friedrich Gustav Schilling, der Bildhauer Johannes Schilling, sowie dessen Sohn, der Architekt Rudolf Schilling. Bemerkenswert ist dabei, dass diese Linie, die in Schneeberg noch im Schild das alte Stammwappen geführt hat, gegen 1720 eigenmächtig das Wappen und die Tradition einer geadelten, abgestorbenen Breslauer Familie übernahm und sich das 1729 durch die kaiserlichen Behörden bestätigen ließ. Für die in diesem Gesuch behauptete Verwandtschaft wurde als Beweis lediglich ein Exemplar des originalen Adelsbriefes von 1507 eingereicht, wogegen der eigentliche genealogische Zusammenhang unklar bleibt und sich heute auch nicht mehr nachvollziehen lässt.

## Persönlichkeiten
Adam Schilling, (1566–1637) Maler und Gründer einer Großenhainer Malerwerkstatt

Christian Schilling (1644 † nach 1718) Maler, Enkel von Adam Schilling

Gregor der Jüngere Schilling († 1586) sächsischer Kammermeister

Jacob Friederich Schilling (1754–1840) norwegischer Generalmajor

Friedrich Adolph Schilling (1792–1865) deutscher Rechtswissenschaftler und Abgeordneter des sächsischen Landtags

Karl Maria Schilling (1835–1907) Ordenspriester und Maler

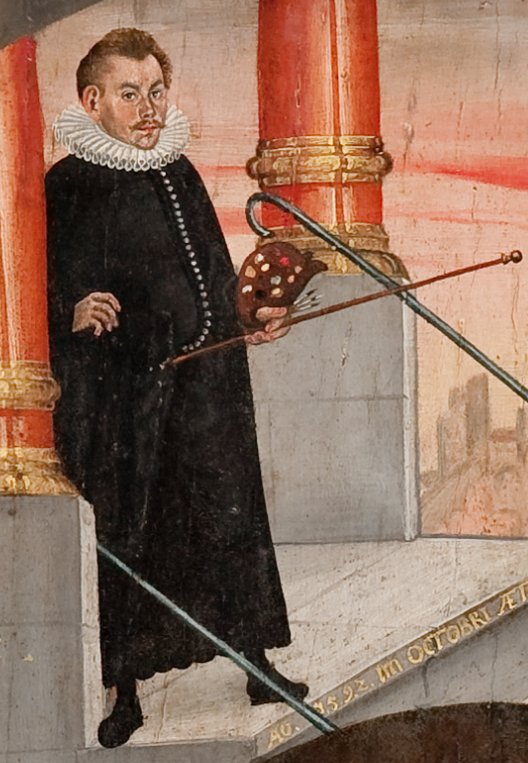
Selbstbildnis Adam Schilling, 1594
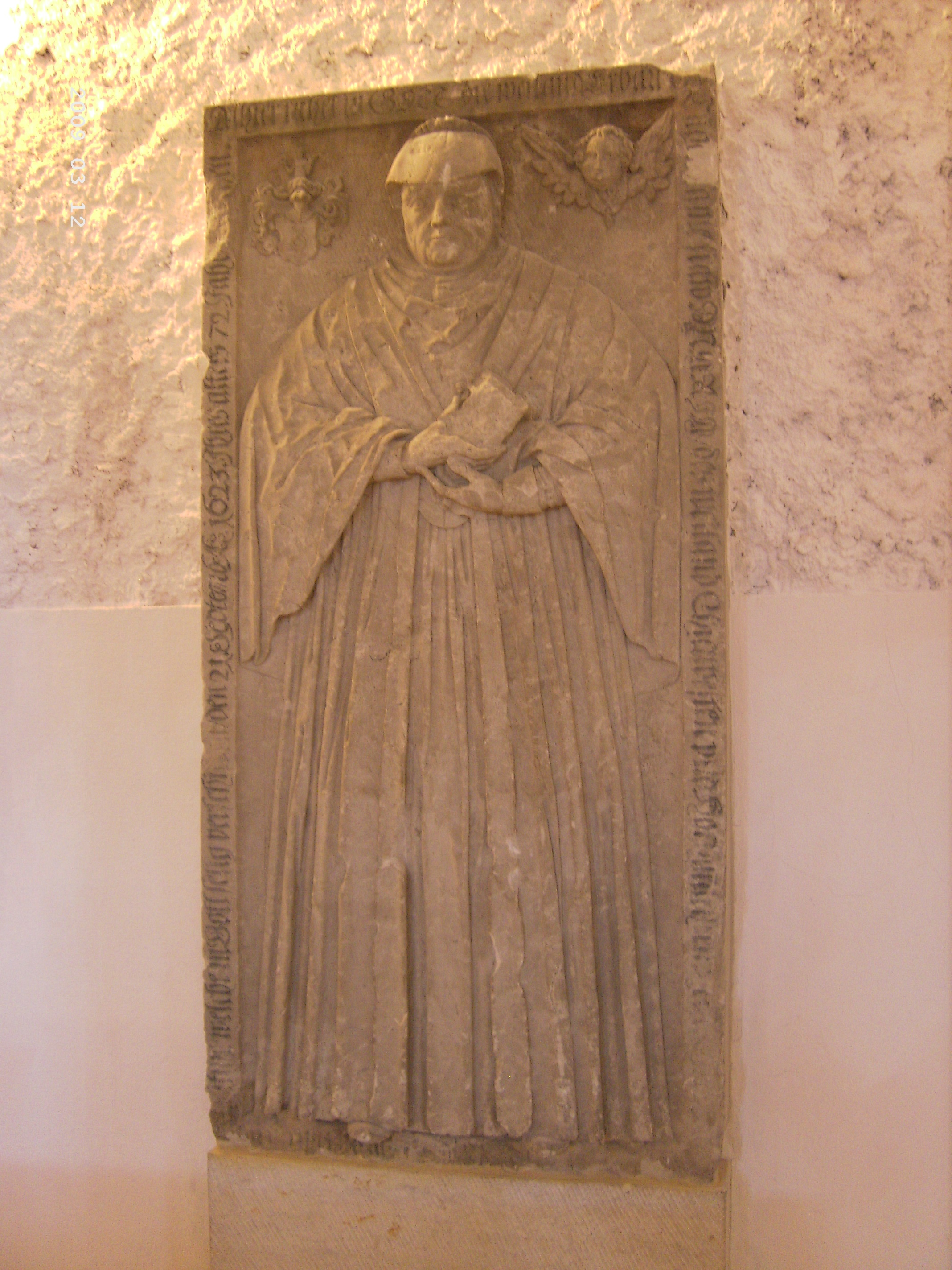
Epitaph von Maria, der Witwe des Kammermeisters Gregor Schilling, gestorben 1623, ursprünglich Sophienkirche, heute aufgestellt in der Kreuzkirche Dresden
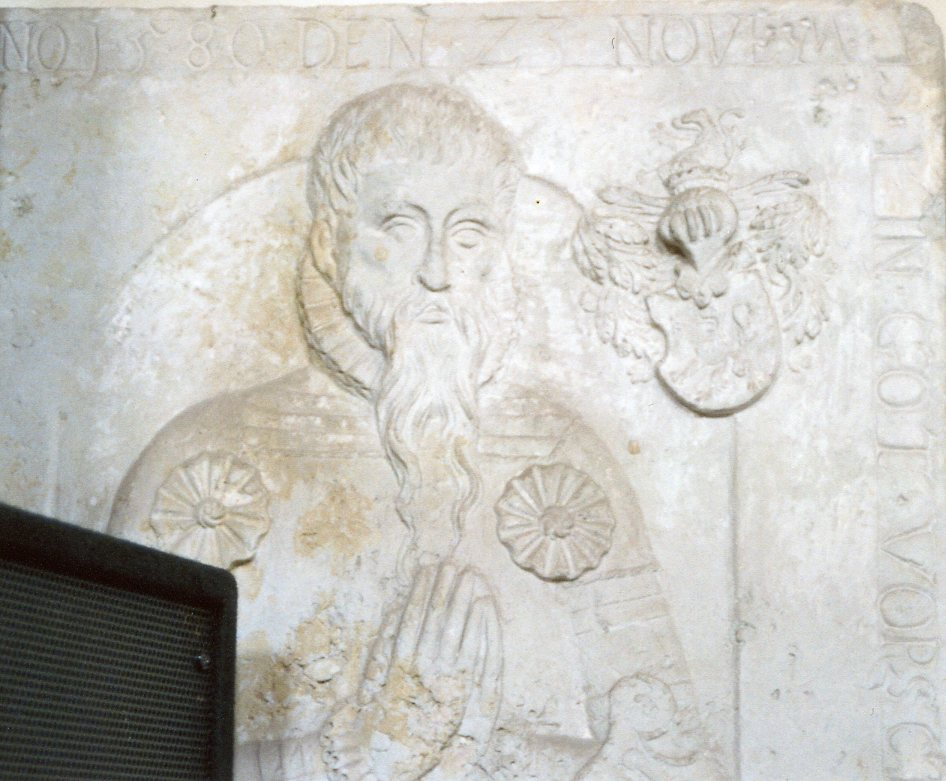
Epitaph von Merten von Schilling, Rittergutsbesitzer auf Kleinopitz, gestorben 1580, Kirche Kesselsdorf, mit gut erkennbarem Stammwappen des Geschlechts
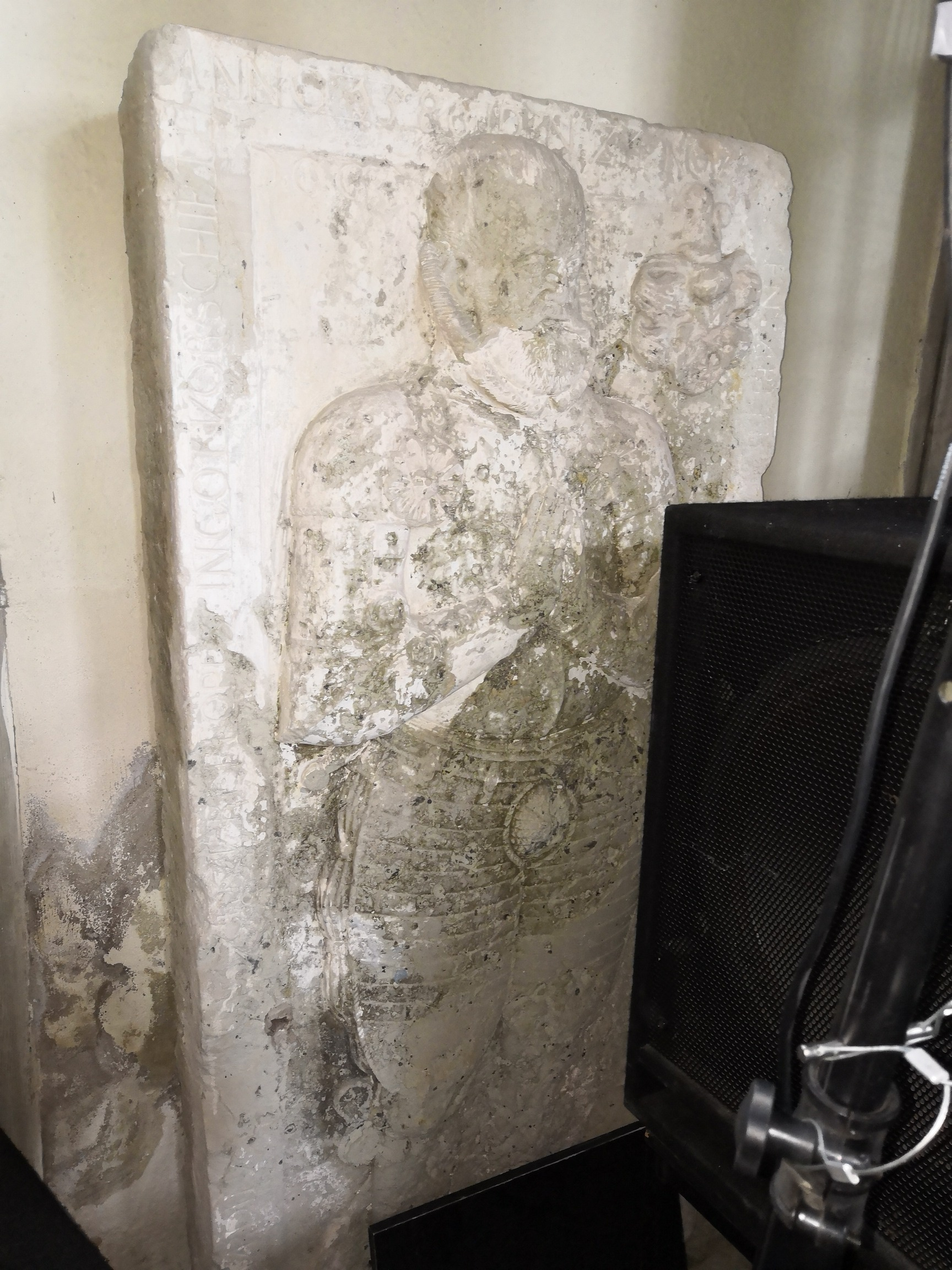
Epitaph von Antonius von Schilling, Rittergutsbesitzer auf Kleinopitz, gestorben 1586, Kirche Kesselsdorf
Jacob Friederich Schilling, norwegischer Generalmajor
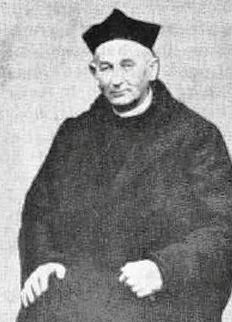
Karl Maria Schilling als Ordenspriester der Barnabiten